# Oleg Yaroslávich
Oleg Yaroslávich "Nastásich" (luego de 1161-1189) fue un príncipe rus' (miembro de la dinastía rúrika). Fue príncipe de Hálych (1187, 1189).
Oleg era el hijo ilegítimo del príncipe Yaroslav Volodímerich Osmomisl de Hálych y su concubina Nastaska, hija de un boyardo local. Los boyardos del Principado de Galitzia quemaron a su madre acusándola de bruja y obligaron a su padre a reinstalar a su esposa (a quien Yaroslav Volodímerovich había abandonado para tomar a la madre de Oleg). Los boyardos también encerraron a Oleg, quien era el favorito de su padre.
Yaroslav Volodímerovich murió el 1 de octubre de 1187 y designó a Oleg como su sucesor en Hálych. Para su único hijo legítimo, Vladímir Yaroslávich, dejó Peremyshl (actual Przemyśl, Polonia). Yaroslav Volodímerovich también hizo prometer a su hijo legítimo a los galitzianos no intentar apoderarse de Hálych. Luego de su muerte, sin embargo, depusieron a Oleg y lo obligaron a buscar ayuda de Riúrik Rostislávich en Vruchi. Luego de que Riúrik rechazara la solicitud de Oleg, este último pidió ayuda al duque Casimiro II de Polonia (1177–1194).
El hermanastro de Oleg, Vladímir Yaroslávich, vivió una vida disoluta, tomando a la esposa de un sacerdote. Cuando los boyardos de Galitzia amenazaron con matar a su esposa, Vladímir Yaroslávich huyó con ella y sus dos hijos a Hungría, bajo el asilo de Bela III de Hungría (1172–1196). De acuerdo a una crónica tardía, Oleg y el duque Casimiro II marcharon contra Vladímir Yaroslávich y lo derrotaron, y luego de que Vladímir huyera a Hungría, Casimiro II designó a Oleg en Hálych.
Oleg fue envenenado por los ciudadanos de Hálych quien invitaron a Román Mstislávich de Volodímir-Volinski a ser su príncipe.